# Panotrogus petrovitzi
Panotrogus petrovitzi är en skalbaggsart som beskrevs av Baraud 1989. Panotrogus petrovitzi ingår i släktet Panotrogus och familjen Melolonthidae. Inga underarter finns listade i Catalogue of Life.